# Frank King
Pour les articles homonymes, voir Frank King (écrivain) et King.
Frank King, né le 9 avril 1883 à Cashton dans l'État du Wisconsin et mort le 24 juin 1969, est un auteur américain de bande dessinée.

## Biographie

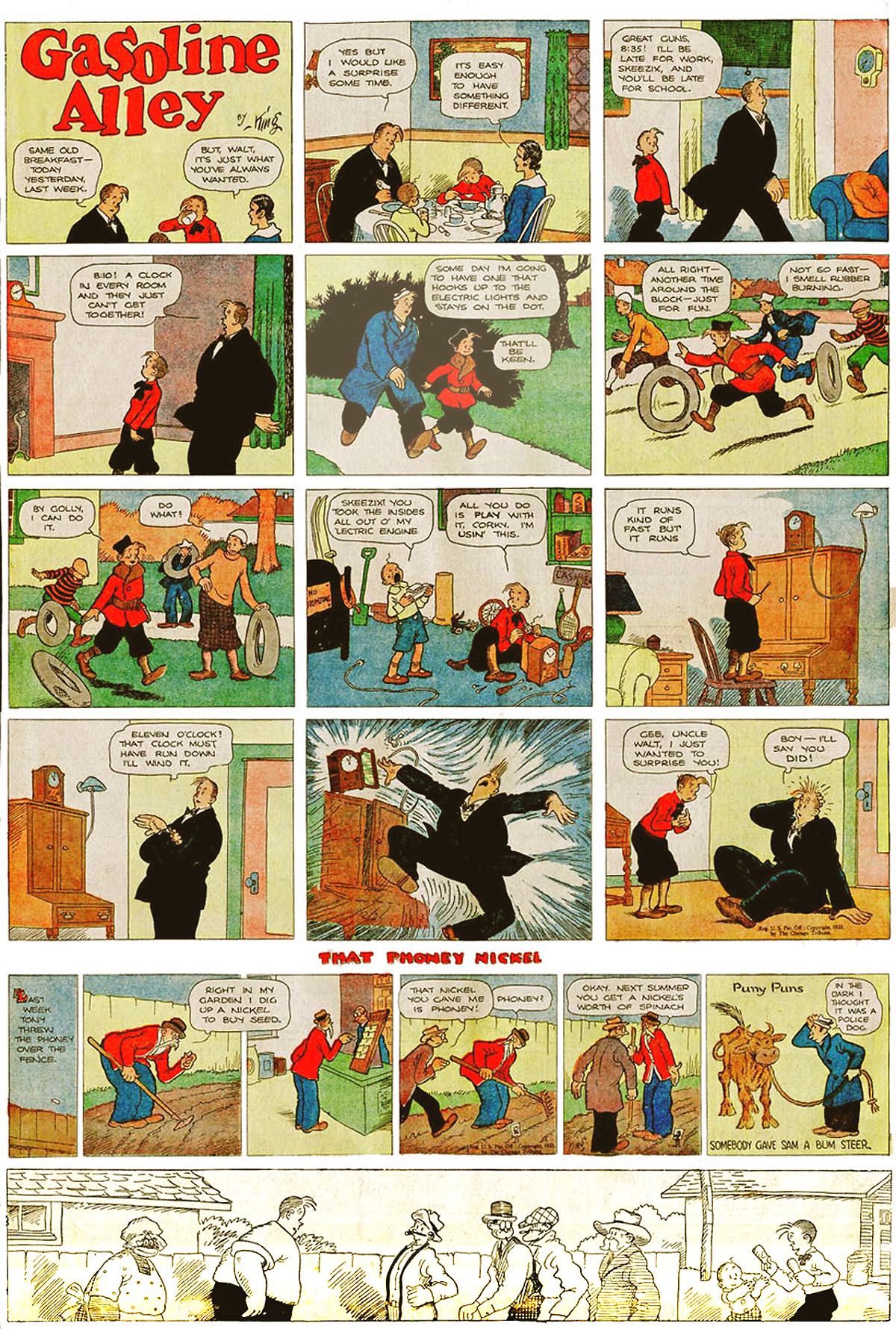
Gasoline Alley and That Phoney Nickel (1933).

Frank King, naît le 9 avril 1883 à Cashton dans l'État du Wisconsin. En 1901, il commence à travailler comme dessinateur pour le journal Minneapolis Times. Il quitte ensuite la ville de Minneapolis et s'installe à Chicago. Là il travaille d'abord pour le Chicago American puis pour l'Examiner et enfin en 1910 pour le Chicago Tribune. Il crée pour ces journaux de nombreux strips : Tough Teddy, The Boy Animal Trainer, Here Comes Motorcycle Mike et Hi Hopper. En 1915, il rencontre le succès avec sa première bande dessinée, Bobby Make-Believe, publiée sur une page complète du journal. Il crée ensuite pour une planche dominicale intitulée Le Rectangle, dans laquelle de nombreux auteurs proposent de façon plus ou moins habituelle des dessins, une série régulière de vignettes nommée Gasoline Alley publiée pour la première fois le 24 novembre 1918. Le rectangle est alors distribué par le Chicago Tribune Syndicate. Gasoline Alley  présente alors seulement des personnages parlant de leurs voitures. Le 25 août 1919, un dessin quotidien avec les personnages de cette série est publié. La vignette devient strip, puis le succès amène l'abandon du Rectangle au profit d'une planche dominicale en couleur de Gasoline Alley. La série se transforme le 14 février 1921 lorsque le personnage principal, Walt, recueille un nourrisson abandonné sur le pas de sa porte. Gasoline Alley devient alors une chronique du quotidien des classes moyennes dont la particularité est que Walt et le nourrisson, Skeezix, grandissent et vieillissent de façon imperceptible, semaine après semaine, au même rythme que le lecteur. En 1951, Frank King laisse la page dominicale à son assistant Bill Perry. Il engage en 1956 Dick Moores à qui en 1959 il confie le strip quotidien pour prendre sa retraite. Il meurt le 24 juin 1969.
Chris Ware, qui a été profondément influencé par l'œuvre de Frank King, s'est énormément impliqué dans la publication du premier volume de l'édition américaine de Walt and Skeezix (Gasoline Alley) sorti en 2005. « (...) je suis devenu accro à cette série pour la vie », écrit-il dans la préface. « En fait, j'éprouvais le sentiment d'avoir enfin découvert le parfait exemple de ce que je recherchais jusqu'alors dans la bande dessinée : une tentative de retranscrire au plus près la texture et le sentiment de la vie qui, doucement, inextricablement, désespérément, s'écoule. »
En septembre 2019, les éditions 2024 publient en France Walt & Skeezix, anthologie de Gasoline Alley sélectionnant 84 planches parues entre 1921 et 1934.

## Récompenses
- 1950 : Té d'argent de la National Cartoonists Society
- 1958 : prix du comic strip de la National Cartoonists Society
- 1959 : prix Reuben pour Gasoline Alley[4]
- 2011 : Temple de la renommée Will Eisner (à titre posthume)